# Vandœuvres
Vandœuvres je obec na jihozápadě Švýcarska, v kantonu Ženeva. Žije zde přibližně 2 500 obyvatel.

## Geografie
Příměstská obec Vandœuvres se nachází poblíž levého břehu Ženevského jezera, asi 7 km severovýchodně od Ženevy, a tvoří ji vesnice Chougny, Crête a Pressy. Jihovýchodní hranici obce tvoří malá říčka Seymaz.
Obec Vandœuvres sousedí na severu s obcí Collonge-Bellerive, na východě s Choulex, na jihovýchodě s Thônex, na jihu s Chêne-Bourg, na jihozápadě s Chêne-Bougeries a na západě s Cologny.

## Historie

Letecký pohled (1927)

Pohřební kaple z 5. století zasvěcená svatému Jakubovi, nejstarší známé křesťanské kultovní místo na ženevském venkově, byla postavena vedle římského sídliště, které bylo osídleno od 1. do 4. století. První zmínka pochází z roku 1225 pod názvem Vandovre.
Ve 13. století bylo Vandœuvres farností (zmiňovanou v roce 1280), jejíž většina území patřila ženevské kapitule a převorství Saint-Victor, které se od roku 1295 dělilo o vládu nad Vandœuvres s ženevským hrabětem Amadeem II. Jeho práva připadla na počátku 15. století rodu Savojských. V roce 1536, poté, co bylo Vandœuvres obsazeno vojsky města Ženevy, přestoupilo k reformaci. V letech 1538 až 1564 se však Ženeva musela dělit o svá panovnická práva s Bernem a poté s katolickým Savojskem. Četné právní spory ukončila až Turínská smlouva z roku 1754, která přiznala Ženevě veškerá svrchovaná práva nad Vandœuvres. V 17. a 18. století si bohaté ženevské rodiny Butini, Mallet a Revilliod vybudovaly ve Vandœuvres venkovské statky a rekreační nemovitosti. Po připojení města Ženevy k Francii v roce 1798 se Vandœuvres stalo samostatnou obcí.

## Obyvatelstvo
| Vývoj počtu obyvatel | Vývoj počtu obyvatel | Vývoj počtu obyvatel | Vývoj počtu obyvatel | Vývoj počtu obyvatel | Vývoj počtu obyvatel | Vývoj počtu obyvatel | Vývoj počtu obyvatel | Vývoj počtu obyvatel | Vývoj počtu obyvatel | Vývoj počtu obyvatel | Vývoj počtu obyvatel | Vývoj počtu obyvatel |
| -------------------- | -------------------- | -------------------- | -------------------- | -------------------- | -------------------- | -------------------- | -------------------- | -------------------- | -------------------- | -------------------- | -------------------- | -------------------- |
| Rok                  | 1850                 | 1900                 | 1950                 | 2000                 | 2010                 | 2011                 | 2012                 | 2013                 | 2014                 | 2015                 | 2016                 | 2017                 |
| Počet obyvatel       | 526                  | 542                  | 1073                 | 2333                 | 2678                 | 2664                 | 2578                 | 2572                 | 2564                 | 2513                 | 2521                 | 2519                 |

Většina obyvatel (k roku 2000) hovoří francouzsky (1876, tj. 80,4 %), druhým nejčastějším jazykem je angličtina (134, tj. 5,7 %) a třetím němčina (131, tj. 5,6 %).

## Hospodářství
Až do roku 1952 bylo Vandœuvres čistě zemědělskou obcí, poté byla třetina území zastavěna rodinnými domy. Vandœuvres se následně vyvinulo v rezidenční obec, ale 65 % území je stále využíváno pro zemědělství (zejména vinařství a ovocnářství).

## Doprava
Vandœuvres je napojeno na síť veřejné dopravy autobusovou linkou, kterou provozuje ženevský dopravní podnik Transports publics genevois (TPG). Železnice územím obce neprochází, nejbližší železniční stanice se nachází v Chêne-Bourg na trati Ženeva–Annemasse.